# Єлизавета Серватинська

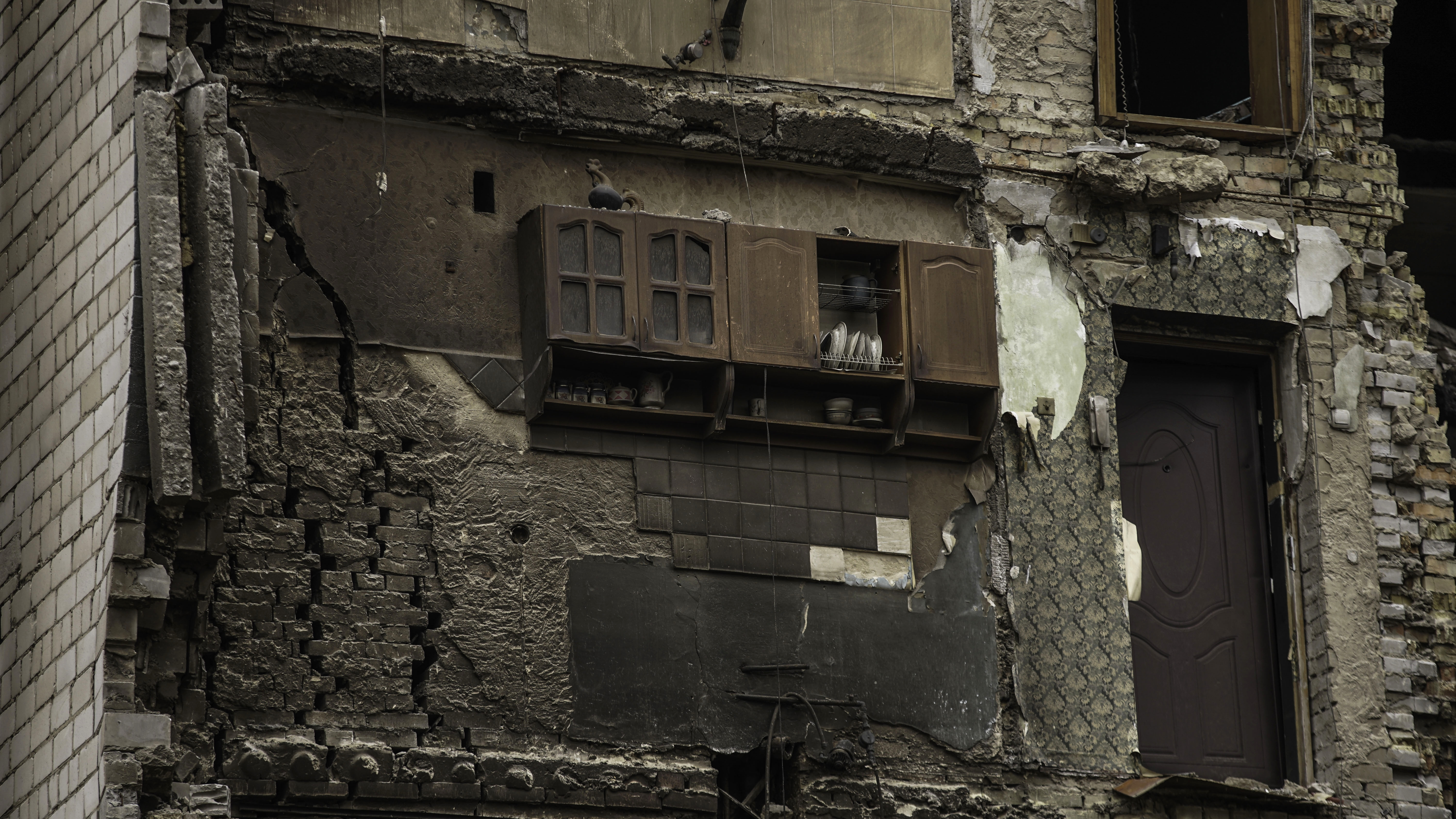
Шафка з Бородянки, яка стала символом незламності українського народу під час російсько-української війни, 6 квітня 2022 р.

Єлизавета Серватинська (нар. 1997, м. Южноукраїнськ, Миколаївська область) — українська фотожурналістка.

## Життєпис
Єлизавета Серватинська народилася 1997 року в місті Южноукраїнськ, нині Южноукраїнської громади Вознесенського району Миколаївської области України.
Фотографує ще зі школи.
Закінчила Київський столичний університет імені Бориса Грінченка (спеціальність — журналістика). Працювала журналісткою програми «Суспільна студія» на телеканалі «UA: Перший» (2020), від 2021 — фотожурналістка новинного вебсайту «Суспільне Новини».
Висвітлює повномасштабне російське вторгнення в Україну 2022 року. 6 квітня 2022 року відвідала визволену від російських окупантів Бородянку на Київщині, де першою зробила світлину віральної «шафки», яка тримається на стіні зруйнованої багатоповерхівки. Ця фотографія стала символом незламності українського народу. Фото шафки за основу для свого арту взяв український ілюстратор Олександр Грехов, а також його використав американський журнал «Newsweek».
Роботи публікуються в CNN, «Newsweek», Vogue, The Atlantic, Latin Times.
Учасниця колективної виставки «Війна крізь об'єктив: фото з України».